# Municipio de Santa Inés Yatzeche
El municipio de Santa Inés Yatzeche (en zapoteco: yiee-rzche, piedra que suena'’) es uno de los 570 municipios que conforman al estado mexicano de Oaxaca. Pertenece al distrito de Zimatlán, dentro de la región Valles Centrales. Su cabecera es la localidad homónima y única población del municipio.

## Demografía
El municipio está habitado por 908 personas; el 93% de los habitantes hablan una lengua indígena; en este caso, zapoteco.
En 2020, los principales grados académicos de la población de Santa Inés Yatzeche fueron Primaria 60.9% del total), Secundaria (17.8% del total) y Preparatoria o Bachillerato General (16.4% del total).
La tasa de analfabetismo de los habitantes en 2020 fue 29.5%. Del total de la población analfabeta, 31.2% correspondió a hombres y 68.8% a mujeres.
El 85% de la población se encuentra en situación de pobreza.